# Club Deportivo Hernani
El Club Deportivo Hernani es un club de fútbol de la ciudad de Hernani (Guipúzcoa), España. Fue fundado en 1940 y su primer equipo juega actualmente en la División de Honor Regional.

## Historia
El club fue fundado en 1940. Su techo histórico lo alcanzó en 1991 cuando logró ascender hasta la SEGUNDA B . El Hernani logró permanecer dos temporadas en esta categoría, cayendo en 1993 de nuevo a la tercera. 
En la temporada 2010-11, el Hernani consigue el ascenso a TERCERA DIVISION tras ganar el campeonato de Division de honor española, lo que da el ascenso directo.
En la temporada 2011-12 la categoría quedó grande, la tercera división española  y como no jugaron bien, volvieron a bajar a Segunda división de honor española 
En la de 2012-13 quedaron segundos y disputaron el play-off de ascenso, pero no lograron subir a tercera. 
Los últimos 12 años lleva con altibajos en la División de Honor. Lo mismo hace segundo que se salva en la última jornada cono en la 2024-25.
El club cuenta además con secciones de atletismo, natación, balonmano, voleibol, baloncesto, waterpolo, bolos y pelota vasca.

## Uniforme
- Uniforme titular: Camiseta verde, pantalón blanco y medias verdes.
- Uniforme alternativo: Camiseta negra, pantalón negro y medias negras.

## Estadio
Campo de Fútbol Zubipe, de propiedad municipal. Su nombre quiere decir en euskera bajo el puente, ya que se encuentra a la sombra de un puente que cubre el río Urumea a la entrada de Hernani.
Fue inaugurado en 1991 y tiene capacidad de algo más de 3.000 espectadores sentados y unos 1000 de pie. Es de hierba artificial. Anteriormente el Hernani jugaba en el campo de fútbol de Txantxilla (tierra), hoy en día ya desaparecido y convertido en un barrio.

## Datos del club
- Temporadas en 1.ª: 0
- Temporadas en 2.ª: 0
- Temporadas en 2ªB: 2
- Temporadas en 3.ª: 43
- Mejor puesto en la liga:

## Palmarés
Actualmente (2025) además del equipo de División de honor regional, el CD Hernani tiene equipos masculinos en las categorías Regional Preferente, Liga Nacional Juvenil, Juvenil de Honor, 1.º Juvenil, Cadete de Honor, 1.º Cadete, Infantil de Honor (2.º ESO), Infantil Txiki (1.º ESO), Infantil Participación (1.º, 2.º ESO) y Alevín y equipos femeninos en Territorial, Regional Preferente, Cadete, Infantil de honor (2.º ESO) y Infantil Txiki (1.º ESO).
El club también posee una Escuela de Fútbol de gran tradición y éxito.
- Datos: Q3681510